# Alexandru Nichici
Alexandru Nichici (n. 29 mai 1935, Ivanda, Giulvăz, Timiș, România – d. 21 ianuarie 2020, Timișoara, România) a fost un inginer, profesor universitar, rector al Universității Politehnica Timișoara în perioada 1992–1996.

## Studii
Între anii (1949–1953) a urmat Școala Medie Electrotehnică din Timișoara, iar între 1953–1958 s-a format ca inginer electrotehnic, specialitatea electromecanică la Institutul Politehnic Timișoara. În anul 1970 a obținut titlul de doctor inginer cu teza Fenomene fundamentale la prelucrarea cu scîntei electrice cu electrod oscilant, sub îndrumarea lui Aurel Carol Nanu.

## Activitatea profesională
Și-a desfășurat activitatea didactică cu funcția de bază în cadrul Facultății de Mecanică, catedra de Tehnologia Materialelor. A urcat toate gradele didactice: asistent (din 1959), șef de lucrări (din 1966), conferențiar (din 1971) și profesor (din 1980). în prezent este profesor consultant (din 2000). Din 1990 este conducător de doctorat în specialitatea „Inginerie tehnologică”.
Între anii 1974–1976 a predat la Universitatea Națională a Republicii Zair (en/fr) (UNAZA).
Principalul său domeniul de cercetare este prelucrarea materialelor cu tehnologii neconvenționale, în particular prin eroziune electrică și cu laser.
A îndeplinit funcțiile de prodecan al Facultății de Mecanică (1977–1982), șef al catedrei de Tehnologie Mecanică (1985–1990), rector al Politehnicii (1992–1996) și secretar științific al senatului universității (1996–2000).

## Activitatea politică
Este membru fondator al Uniunii Democratice a Sârbilor din România (1989) și a fost unul dintre primii săi conducători, formație politică precursoare Uniunii Sârbilor din România (1992).

## Lucrări publicate
- Prelucrarea prin eroziune în construcția de mașini, Timișoara, Editura Facla, 1983[11]
- Formarea profesională în inginerie. Ieri, azi, mâine. Eseuri Timișoara: Editura „Politehnica”, 2004, ISBN 973-625-198-5[11]
- Lucrări științifice: concepere, redactare, comunicare, Timișoara: Editura „Politehnica”, 2008, ISBN 978-973-625-667-7, ed. a II-a 2010, ISBN 978-606-554-196-2[11]
- Șansă și determinare (memorialistică), Timișoara: Editura „Politehnica”, 2014, ISBN 978-606-554-834-3[11]

cursuri
- Mașini unelte, vol. 2 (1964)[11]
- Tehnologia materialelor și mașini unelte, vol. 1 (1974)[11]
- Tehnologia materialelor, vol.1 (1978) și vol. 2 (1981)[11]
- Prelucrarea datelor experimentale: curs [mecanică] (1996)[11]